# Dioxyna picciola
Dioxyna picciola är en tvåvingeart som först beskrevs av Jacques-Marie-Frangile Bigot 1857.  Dioxyna picciola ingår i släktet Dioxyna och familjen borrflugor. Inga underarter finns listade i Catalogue of Life.